# José Giovanni
Joseph Damiani, mer känd under pseudonymen José Giovanni, född 22 juni 1923 i Paris, död 24 april 2004 i Lausanne, Schweiz, var en fransk författare och filmregissör.
Giovanni, som var av korsikanskt ursprung, skrev bland annat ett antal hårdkokta deckare baserade på hans egna erfarenheter. Han var i sin ungdom inblandad i organiserad brottslighet och dömdes 1948 till döden för medhjälp till mord men benådades och frisläpptes 1956. Giovannis skrivarbegåvning upptäcktes av författaren Stephen Hecquet, som var hans advokat. Hecquet visade manuskriptet till Giovannis första roman Hålet (Le Trou), som handlade om en flykt från fängelset, för sin vän Roger Nimier. Nimier redigerade sedan boken och såg till att den gavs ut av éditions Gallimard. Giovannis mest berömda roman Classe tous risque utkom 1958.

## Filmatiseringar
Romanen Classe tous risque (1958) filmatiserades 1960 (Rån på öppen gata) i regi av Claude Sautet med Jean-Paul Belmondo och Lino Ventura i huvudrollerna. 1960 filmatiserades debutromanen (Hålet), i regi av Jacques Becker. 1966 kom filmen Andra andningen i regi av Jean-Pierre Melville, baserad på Giovannis roman Le deuxième souffle från 1958.